# David Lowery
Pour les articles homonymes, voir Lowery.
David Lowery est un réalisateur, scénariste, monteur et producteur américain, né le 26 décembre 1980 à Milwaukee (Wisconsin).
Il se fait connaitre avec Les Amants du Texas (Ain't Them Bodies Saints, 2013), avec Rooney Mara et Casey Affleck. Le long métrage est nommé pour le Grand Prix du jury au festival du film de Sundance 2013. En 2016, il coécrit  et réalise pour Walt Disney Pictures le film Peter et Elliott le dragon, remake en prise de vues réelles du film du même nom sorti en 1977. En 2018, il réalise son cinquième long métrage The Old Man and The Gun avec Robert Redford (rôle qui lui vaut une nomination au Golden Globe du meilleur acteur dans un film musical ou une comédie).

## Biographie

### Jeunesse
David Lowery naît à Milwaukee dans le Wisconsin le 26 décembre 1980,. Fils de Madeleine et Mark Lowery, il est l’aîné de neuf enfants. À l'âge de 7 ans, il quitte le Wisconsin avec sa famille pour le Texas et la banlieue de Dallas, Irving, pour le travail de son père. Il fréquente ensuite la Irving High School (en).
À l'âge de 19 ans, il écrit et réalise son premier film Lullaby (2000), un court métrage œuvre qu'il ne permet plus de voir. Au cours de cette période, il rencontre d'autres personnes intéressées par le cinéma et qui ont collaboré à certains projets.

### Premiers succès

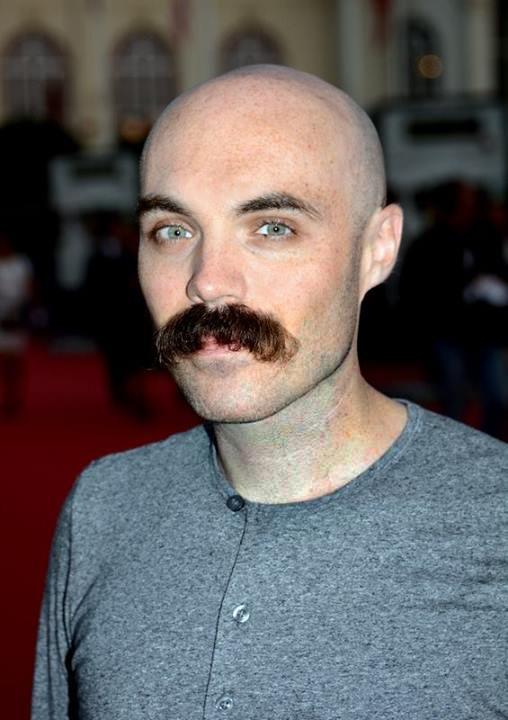
Lowery en 2013

David Lowery réalise ensuite son premier long métrage comme réalisateur, St. Nick (2009). Le film suit deux enfants fugitifs abandonnés par leurs tuteurs. En 2009, il est projeté au festival South by Southwest et remporte le Texas Filmmaker Award au Festival international du film AFI Dallas.
En 2011, il crée sa propre société de production, Sailor Bear. La même année, il écrit et réalise le court métrage Pioneer, présenté au festival du film de Sundance.

### Confirmation critique et reconnaissance
En 2013, David Lowery écrit, réalise et monte son deuxième long métrage Les Amants du Texas (Ain't Them Bodies Saints), avec Casey Affleck et Rooney Mara. Le film est nommé au grand prix du jury au festival du film de Sundance 2013. Il est sélectionné pour participer à la Semaine de la critique du festival de Cannes. Pour ce film, il cite comme influences 35 rhums de Claire Denis, McCabe & Mrs. Miller de Robert Altman ainsi que Paul Thomas Anderson et David Fincher,.
Il officie également comme monteur sur plusieurs films comme Sun Don't Shine d'Amy Seimetz et Upstream Color de Shane Carruth. Il coécrit par ailleurs Pit Stop de Yen Tan.
Lors du festival de Cannes 2014, il est annoncé comme réalisateur-scénariste de l'adaptation cinématographique du roman The Yellow Birds, écrit par le vétéran de la guerre d'Irak, Kevin Powers. Le film sera finalement réalisé par Alexandre Moors.
En 2016, sorti Peter et Elliott le dragon, qu'il coécrit et réalise pour Walt Disney Pictures. Il s'agit du remake en prise de vues réelles du film du même nom sorti en 1977. Il écrit et réalise ensuite A Ghost Story, avec Rooney Mara et Casey Affleck, sorti en 2017.
Son long métrage suivant est The Old Man and the Gun, inspiré de la vie de Forrest Tucker et avec dans les rôles principaux Casey Affleck et Robert Redford.
Son film suivant est The Green Knight, adaptation du roman de chevalerie Sire Gauvain et le Chevalier vert. Dev Patel y incarne le chevalier Gauvain. Longtemps retardée en raison de la pandémie de Covid-19, la sortie est prévue en 2021.
On annonce ensuite qu'il va coécrire et réaliser Peter Pan et Wendy, remake en prises de vues réelles du « Classique d'animation Disney » Peter Pan (1953). Cette nouvelle version sortira en 2022 sur Disney+.

### Vie privée
En 2010, David Lowery épouse l'actrice-réalisatrice Augustine Frizzell (en). Ils vivent à Dallas. Depuis 1996, il se présente comme un athée et est végan,.

## Filmographie
Sauf indication contraire, les informations mentionnées dans cette section peuvent être confirmées par la base de données cinématographiques IMDb,  présente dans la section « Liens externes ».

### En tant que réalisateur

#### Longs métrages
- 2009 : St. Nick
- 2013 : Les Amants du Texas (Ain't Them Bodies Saints)
- 2016 : Peter et Elliott le dragon (Pete's Dragon)
- 2017 : A Ghost Story
- 2018 : The Old Man and the Gun
- 2021 : The Green Knight
- 2023 : Peter Pan et Wendy (Peter Pan & Wendy)
- 2024 :  Mother Mary

#### Courts métrages
- 2000 : Lullaby
- 2003 : Still
- 2005 : Deadroom
- 2006 : Some Analog Lines
- 2007 : The Outlaw Son
- 2008 : A Catalog of Anticipations
- 2009 : Boycrazy in Bed
- 2009 : Boycrazy at the Drug Store
- 2009 : Boycrazy Promo
- 2009 : Boycrazy Gets a Job
- 2009 : Boycrazy Bikini Mishap
- 2011 : Pioneer
- 2014 : Until We Could

#### Séries télévisées
- 2014 : Rectify (saison 2, épisode 4 : Donald the Normal)
- 2024 : Skeleton Crew (épisodes 2 et 3)

### En tant que scénariste

#### Longs métrages
- 2005 : Deadroom de lui-même, James M. Johnston, Nick Prendergast et Yen Tan
- 2009 : Alexander the Last de Joe Swanberg
- 2013 : Pit Stop de Yen Tan
- 2013 : Les Amants du Texas (Ain't Them Bodies Saints) de lui-même
- 2016 : Peter et Elliott le dragon (Pete's Dragon) de lui-même
- 2017 : A Ghost Story de lui-même
- 2017 : The Yellow Birds d'Alexandre Moors
- 2018 : The Old Man and The Gun de lui-même
- 2021 : The Green Knight de lui-même
- 2022 : Peter Pan et Wendy (Peter Pan & Wendy) de lui-même

#### Courts métrages
- 2000 : Lullaby de lui-même
- 2003 : Still de lui-même
- 2006 : Some Analog Lines de lui-même
- 2007 : The Outlaw Son de lui-même
- 2008 : A Catalog of Anticipations de lui-même
- 2009 : Boycrazy in Bed de lui-même
- 2009 : Boycrazy at the Drug Store de lui-même
- 2009 : Boycrazy Promo de lui-même
- 2009 : Boycrazy Gets a Job de lui-même
- 2009 : Boycrazy Bikini Mishap de lui-même
- 2011 : Pioneer de lui-même
- 2014 : Until We Could de lui-même

### En tant qu'acteur
- 2024 : Queer de Luca Guadagnino : Jim Cochan